# Década 1930 en el Atlético de Madrid
Tras una década plagada de títulos, el Athletic de Madrid tuvo un bajón al comienzo de la Liga, con el descenso a Segunda División. Desde 1930 luchó por recuperar la categoría perdida, que consiguió tras cuatro años de ascensos frustrados. En 1936, un nuevo descenso no llegó a consumarse por la irrupción de la Guerra Civil.

## Las primeras temporadas en Segunda División
Tras el duro golpe que supuso el descenso a Segunda División, el Athletic de Madrid se puso manos a la obra para regresar a la máxima categoría. Durante cuatro temporadas, fue un habitual en los primeros puestos de la clasificación, quedándose siempre a pocos puntos del primer puesto. Finalmente, un cambio en el sistema de ascenso le permitió regresar a Primera División en 1934.

### Temporada 1930/31
Luciano Urquijo afrontó con valentía la nueva etapa del Athletic de Madrid en segunda, además de la afición, que animó en todos los partidos y siempre estuvo a su lado. La primera medida fue despedir a Romo y contratar a un nuevo entrenardor: el húngaro Rodolfo Jeny. Aquel año el equipo no pudo jugar en el Metropolitano ya que la Federación desautorizó los partidos de fútbol allí debido a las carreras de galgos y dist-track que celebraba la empresa dueña del estadio. Jugó en el Estadio Puente de Vallecas compartiendo su uso con el Racing Club de Madrid (en el lugar donde actualmente se encuentra el campo del Rayo Vallecano de Madrid).

#### Campeonato regional
El primer torneo de la temporada fue, como de costumbre, el Campeonato Regional Centro, al que aquel año se unió a los equipos ya habituales la Tranviaria. El comienzo de los rojiblancos fue espectacular: se estrenaron el 21 de septiembre por 6-1 contra el Racing en Puente de Vallecas, después vencieron por 3-1 al Nacional y por 10-0 a la debutante Tranviaria. El 12 de octubre de 1930 llegó el partido Athletic – Madrid. Fue un duelo nivelado y emocionante que se saldó con un empate a dos. Aquel año, el Real Madrid había fichado del RCD Español al mejor portero del momento: Ricardo Zamora. El partido fue recordado por la lesión del mismo. El Athletic cerró la primera vuelta con un triunfo por 2-1 frente al Unión Sporting, con lo que quedó en primera posición empatado a puntos con el Madrid.
En la segunda vuelta, el Athletic venció por 3-1 al Nacional, 5-1 al Racing y 6-2 a la Tranviaria. El Real Madrid también venció en todos sus encuentros, así que el campeón regional se decidiría en el encuentro Madrid-Athletic. El 23 de noviembre de 1930, los blancos derrotaron en su feudo por 3-1 a un Athletic que jugó francamente peor. El equipo dirigido por Leny concluyó el Campeonato superando al Unión Sporting con una goleada de 6-0. La clasificación final fue así:
- 1.º Madrid 19 puntos
- 2.º Athletic de Madrid 17 puntos
- 3.º Racing de Madrid 9 puntos
- 4.º Nacional 8 puntos
- 5.º Tranviaria 4 puntos
- 6.º Unión Sporting 3 puntos

#### Campeonato de Liga
Así, el Athletic afrontó el reto de Segunda División con el único objetivo de ascender. Su debut en la categoría de plata del fútbol español fue el 7 de diciembre de 1930, con una derrota por 4-1 ante el Oviedo. Una semana después, el conjunto rojiblanco se estrenó en su nuevo campo de Puente de Vallecas con una victoria por 3-0 ante el Valencia CF. Para la quinta jornada de la liga, el Betis era líder, sacando cuatro puntos a sus perseguidores: Sevilla CF, Valencia, Athletic y Castellón. Sin embargo, tuvo una mala racha de partidos, y en la octava jornada el Athletic lo alcanzó en el liderato. Al final de la primera vuelta había tres líderes empatados a doce puntos: Athletic, Betis y Valencia.
Durante la segunda ronda, el Betis se fue descolgando mientras que el Valencia se alzaba con el primer puesto, seguido muy de cerca por Sevilla y Athletic. Aunque la persecución fue ardua e insistente, el conjunto colchonero pinchó en las dos últimas jornadas de liga, cosechando un empate y una derrota. De esta forma tuvo que conformarse con un segundo puesto y permanecer un año más en Segunda División.
Clasificación:
| Pos | Equipo                 | J  | G  | E | P  | GF | GC | GA  | Pts |
| --- | ---------------------- | -- | -- | - | -- | -- | -- | --- | --- |
| 1   | Valencia FC            | 18 | 12 | 2 | 4  | 37 | 25 | 12  | 26  |
| 2   | Sevilla FC             | 18 | 10 | 3 | 5  | 42 | 26 | 16  | 23  |
| 3   | Athletic de Madrid     | 18 | 11 | 1 | 6  | 47 | 31 | 16  | 23  |
| 4   | Sporting de Gijón      | 18 | 8  | 2 | 8  | 50 | 31 | 19  | 18  |
| 5   | CD Castellón           | 18 | 6  | 6 | 6  | 27 | 31 | -4  | 18  |
| 6   | Real Betis             | 18 | 7  | 3 | 8  | 25 | 39 | -14 | 17  |
| 7   | Real Murcia            | 18 | 6  | 2 | 10 | 28 | 45 | -17 | 14  |
| 8   | Real Oviedo            | 18 | 4  | 6 | 8  | 39 | 41 | -2  | 14  |
| 9   | Deportivo de la Coruña | 18 | 6  | 2 | 10 | 32 | 43 | -11 | 14  |
| 10  | Iberia Sport Club      | 18 | 5  | 3 | 10 | 23 | 38 | -15 | 13  |

J = Partidos jugados; G = Partidos ganados; E = Partidos empatados; P = Partidos perdidos; GF = Goles a favor; GC = Goles en contra; DG = Diferencia de goles; Pts = Puntos
|  | Asciende a Primera División  |
|  | Desciende a Tercera División |

#### Copa de España
Después de la decepción liguera, el siguiente objetivo del Athletic llegó con la Copa de España. Se jugaba en un momento de gran actividad política en el país, con la proclamación de la II República el 14 de abril de 1931.
En los dieciseisavos de final, el rival fue el Valladolid, de tercera división. Los madrileños eran favoritos sobre el papel, sin embargo cayeron ante los pucelanos perdiendo por 2-1 en la ida y en la vuelta. Con este desastroso cierre de temporada, el Athletic regresó a Madrid de nuevo con las manos vacías de títulos. Fue el Athletic Club quien conquistó la final copera frente al Betis en Chamartín.

### Temporada 1931/32: La dimisión de Luciano Urquijo
La situación del Athletic de Madrid venía siendo insostenible. En primer lugar, hubo varios conflictos con los jugadores. Un ejemplo fue el caso Ordóñez, centrocampista que se negó a jugar la Copa de España alegando impago del salario. En septiembre de 1931 solicitó la carta de libertad, pero no le fue concedida. También fue llamativo el conflicto con el delantero Losada, que se lesionó jugando un amistoso con el Celta de Vigo contra el Oporto, sin tener permiso del club.
En el plano deportivo, la afición estaba descontenta con el club por la pérdida del ascenso en las últimas jornadas y por la sorprendente eliminación de Copa. Y en el plano institucional, Urquijo perdió todo el apoyo popular. Para tratar de imponer su autoridad y tener más libertad de movimientos, retiró el derecho de voto a los socios, otro de los motivos por los que se le puso el mote de “El dictador”. Otro factor de descontento fue el mal estado del campo de Puente de Vallecas, en el que jugaron toda la primera mitad de temporada mientras finalizaban las obras del Stadium Metropolitano.

#### Campeonato Mancomunado.
Aquel año, los Campeonatos Regionales se sustituyeron por unos Campeonatos Mancomunados entre varias regiones. El Athletic Club participó en el Campeonato Mancomunado Centro, Aragón y Castilla y León junto a estos equipos: Madrid (durante la República perdió su título de Real), Deportivo Nacional de Madrid, Castilla (equipo nacido de la unión entre Racing Club de Madrid y Unión Sporting), Valladolid e Iberia de Zaragoza. Los tres primeros se clasificaban para el Campeonato de España.
La primera vuelta arrancó el 20 de septiembre de 1931, cuando derrotaron al Valladolid a domicilio por 4 goles a 2. Una semana después vencieron al Castilla en Puente de Vallecas por 2-1, y el 4 de octubre empataron a 0 en casa contra el Nacional. En su visita a Chamartín fueron superados por el Madrid por 3-1, y siete días más tarde perdieron también contra el Iberia por 3 a 0. El bagaje al final de la primera vuelta fue de dos victorias, un empate y dos derrotas.
La segunda vuelta empezó el 25 de octubre con una nueva victoria ante el Valladolid, esta vez por 5 a 0. El 1 de noviembre vencieron al Nacional por 0-2, y una semana más tarde perdieron contra el Iberia por 1-0. La visita del Madrid al campo de Puente de Vallecas se saldó con un empate a 3, y finalizaron el Campeonato el 6 de diciembre perdiendo contra el Castilla por 1-0. La clasificación final fue:
- Madrid 17 puntos.
- Deportivo Nacional 11 puntos.
- Athletic de Madrid 10 puntos.
- Valladolid 9 puntos.
- Iberia de Zaragoza 7 puntos.
- Castilla 6 puntos.

Así, el Athletic consiguió por los pelos la clasificación para la Copa de España. La situación económica era insostenible, y la afición arremetió contra el presidente. Luciano, superado por la presión, acabó dimitiendo el 1 de diciembre de 1931. El nuevo presidente fue Rafael González Iglesias. Nada más llegar, devolvió el derecho de voto a los socios, readmitió a los que habían sido expulsados permitiéndoles conservar su antigüedad, permitió entrar a nuevos socios sin pagar cuota y reestructuró el club para modernizarlo.

#### El Campeonato de Liga
El 29 de noviembre de 1931, en la primera jornada de liga, el Athletic goleó al Deportivo de la Coruña por 4-1 en Chamartín, ya que el campo de Puente de Vallecas se encontraba en pésimas condiciones. También se jugaron varios partidos en el Campo de El Parral hasta que a mediados de temporada se regresó al Stadium Metropolitano.
En enero de 1932, el técnico Jeny fue sustituido por Javier Barroso. En su estreno en el banquillo, la octava jornada de liga, el Athletic derrotó al Mallorca por 4-0, pero sin una gran mejora en su juego.
Aunque se incorporaron más de 1.000 nuevos socios (muchos de ellos procedentes del desaparecido Racing) la deuda seguía siendo estratosférica. El 19 de enero, la Sociedad Stadium Metropolitano (dueña del campo) se querelló contra el Athletic de Madrid por impagos. El 20 de enero se embargaron todos los trofeos del Club. El Club atravesaba momentos muy difíciles, pero los superó gracias a la buena gestión de su directiva y, sobre todo, al apoyo de su masa social, siempre fiel en los momentos difíciles.
En Liga, tras la victoria contra el Oviedo por 1-0 en El Parral, el Athletic se situó quinto a tres puntos del primero, el Sporting de Gijón. En la jornada 15, 13 de marzo de 1932, el Athletic regresó por fin al Metropolitano, donde goleó por 10-1 al Betis, líder en aquel momento de la competición. Esta goleada supone el récord del equipo rojiblanco en competición oficial. Los goles fueron de Losada (7), Guijarro (2) y Martín (1). En el resto de encuentros, el Athletic permaneció irregular, consiguiendo con más pena que gloria un cuarto puesto con 18 puntos. Fue el Betis quien consiguió el ascenso aquel año.
| Pos | Equipo                  | J  | G | E | P  | GF | GC | GA  | Pts |
| --- | ----------------------- | -- | - | - | -- | -- | -- | --- | --- |
| 1   | Betis Balompié          | 16 | 8 | 5 | 3  | 37 | 29 | 8   | 21  |
| 2   | Oviedo FC               | 16 | 9 | 1 | 6  | 42 | 23 | 19  | 19  |
| 3   | Sporting Gijón CF       | 16 | 7 | 4 | 5  | 29 | 25 | 4   | 18  |
| 4   | Athletic Club de Madrid | 16 | 8 | 2 | 6  | 38 | 34 | 4   | 18  |
| 5   | Murcia FC               | 16 | 8 | 1 | 7  | 34 | 30 | 4   | 17  |
| 6   | Deportivo de La Coruña  | 16 | 7 | 1 | 8  | 28 | 36 | -8  | 15  |
| 7   | CD Castellón            | 16 | 7 | 1 | 8  | 23 | 32 | -9  | 15  |
| 8   | Sevilla FC              | 16 | 5 | 1 | 10 | 25 | 31 | -6  | 11  |
| 9   | Club Celta              | 16 | 4 | 2 | 10 | 27 | 43 | -16 | 10  |
| 10  | Catalunya FC            | 0  | 0 | 0 | 0  | 0  | 0  | 0   | 0   |

J = Partidos jugados; G = Partidos ganados; E = Partidos empatados; P = Partidos perdidos; GF = Goles a favor; GC = Goles en contra; DG = Diferencia de goles; Pts = Puntos
|  | Asciende a Primera División  |
|  | Desciende a Tercera División |

#### Copa del presidente de la República
Nada más terminar la liga se puso en marcha el Campeonato de España, que cambió de nombre con la llegada de la República. En los dieciseisavos de final, el Athletic se emparejó con el CD Logroño, un equipo de tercera división. El 10 de abril de 1932, el club madrileño venció en el Metropolitano por 1-0, con gol de Ordóñez en el minuto 15. Una semana más tarde, los riojanos se impusieron en su campo por 2-1 con goles de Araujo (2') y Luisín (60') para los locales, y Cuesta (80') para los visitantes. El partido de desempate se llevó a cabo el 19 de abril en Torrero (Zaragoza), y el conjunto rojiblanco venció por 1-0 con gol de Losada en la primera mitad.
En octavos de final, el Alavés fue el rival colchonero. El 8 de mayo, en el partido de ida en Mendizorroza, los vitorianos golearon al Athletic por 7-1. Sin embargo, una semana después los rojiblancos dieron la sorpresa, y vencieron por 6-0 ante el escaso público que había acudido al Metropolitano. El Athletic había forzado un partido de desempate ante un equipo de primera tras haber perdido por 6 goles de diferencia. El 16 de mayo se jugó dicho partido en Chamartín, donde fueron eliminados de la competición copera por 3-1. Sañudo adelantó a los vitorianos, Buiría empató, y en la segunda mitad Sañudo completó un triplete que les valió el paso a cuartos de final.
El 19 de junio se disputó la final en Chamartín, en la que el Athletic Club derrotó al FC Barcelona por 1-0.

### Temporada 1932/33
A principios de campaña se cambió de entrenador, comenzando en el banquillo Walter M. Harris. Aquel año estuvo marcado por los cambios de técnico, ya que en enero de 1933 el futbolista Anatol pasó a desempeñar las labores de jugador-entrenador, y desde el 20 de marzo, contó con la ayuda de Arcadio Arteaga.

#### Campeonato Mancomunado
Aquel año se jugó el Campeonato Mancomunado Castilla-Sur, en el que participaron los equipos: Athletic Club de Madrid, Deportivo de Madrid, Sevilla, Valladolid, Madrid y Betis. Al igual que el año anterior, los tres primeros clasificados jugarían la Copa del Presidente de la República.
La primera vuelta arrancó para el Athletic con la victoria frente al Deportivo por 1-0 en el Metropolitano. Una semana después se venció al Sevilla por 3-2, y se obtuvo más tarde un empate a 2 en Valladolid. El Madrid se llevó la victoria del Metropolitano por 4-1, y se finalizó la primera vuelta con un nuevo empate a 2, esta vez frente al Betis.
En la segunda vuelta no fueron capaces de derrotar al Deportivo, con el que empataron a 3, sin embargo golearon al Sevilla en el Metropolitano por 4 goles a 0. Consiguieron una nueva victoria en casa por 3-0 frente al Valladolid, y por ese mismo resultado perdieron en su visita a Chamartín. El último partido del campeonato, contra el Betis en Sevilla, lo perdieron estrepitosamente, siendo goleados con un 5-0. Un año más, accedían a la Copa por los pelos, con la siguiente clasificación:
- Madrid 18 puntos.
- Betis 12 puntos.
- Athletic Club de Madrid 11 puntos.
- Valladolid 8 puntos.
- Sevilla 7 puntos.
- Club Deportivo de Madrid 4 puntos.

#### Campeonato Nacional de Liga
Después de dos temporadas en segunda división, el ascenso era ya algo indispensable. Aquel año, los favoritos eran el Athletic de Madrid, el Oviedo, el Murcia y el Unión de Irún. El 27 de noviembre de 1932 arrancó la primera jornada, en la que los rojiblancos empataron a cero con el Deportivo de la Coruña en el Stadium Metropolitano. En las dos jornadas siguientes, los madrileños encajaron dos goleadas: 7-1 contra el Unión de Irún y 5-1 frente al Osasuna. La prensa criticó muy duramente al equipo, que se encontraba en una grave crisis deportiva.
El Athletic se recuperó con un empate frente al Sevilla en Nervión y dos victorias frente al Castellón en El Sequiol y frente al Celta de Vigo en Madrid. Sin embargo, tras la derrota en la séptima jornada, el 9 de enero de 1933 contra el Murcia en la Condomina, el conjunto rojiblanco se colocó penúltimo en la clasificación. Fue entonces cuando despidieron al entrenador Harris, que se había dedicado a vivir la vida descuidando su trabajo, y dieron el puesto al jugador Anatol, supervisado por Javier Barroso.
Fue una Liga muy emocionante. Al final de la primera vuelta, el Athletic se encontraba quinto a sólo dos puntos del primero, el Sporting de Gijón. En la decimotercera jornada, después de vencer al Sevilla por 2-1 en el Metropolitano, se colocó segundo a dos puntos del líder, el Oviedo. A partir de ese momento, la lucha por el ascenso se convirtió en un mano a mano entre madrileños y asturianos. En la penúltima jornada de Liga, el Athletic seguía ocupando la segunda posición a dos puntos del campeón. El 19 de marzo de 1933 se jugaría el choque entre ambos conjuntos, en Buenavista. En caso de victoria rojiblanca se colocarían líderes, ya que los superaban en goal average.
El partido se saldó con victoria local por 5-1. El conjunto colchonero resultó arrollado por el buen juego de los asturianos, que consiguieron el ascenso. Por tercer año consecutivo, el Athletic se quedaba a las puertas de la primera división.
| Pos | Equipo                      | J  | G  | E | P  | GF | GC | GA  | Pts |
| --- | --------------------------- | -- | -- | - | -- | -- | -- | --- | --- |
| 1   | Oviedo FC                   | 18 | 12 | 3 | 3  | 58 | 26 | 32  | 27  |
| 2   | Athletic Club de Madrid     | 18 | 10 | 4 | 4  | 40 | 35 | 5   | 24  |
| 3   | Murcia FC                   | 18 | 9  | 2 | 7  | 33 | 41 | -8  | 20  |
| 4   | Unión Club de Irún          | 18 | 9  | 2 | 7  | 51 | 36 | 15  | 20  |
| 5   | Club Deportivo de La Coruña | 18 | 8  | 4 | 6  | 38 | 38 | 0   | 20  |
| 6   | Sporting Gijón CF           | 18 | 8  | 2 | 8  | 49 | 40 | 9   | 18  |
| 7   | Club Celta                  | 18 | 8  | 1 | 9  | 36 | 38 | 2   | 17  |
| 8   | CA Osasuna                  | 18 | 7  | 3 | 8  | 45 | 47 | -2  | 17  |
| 9   | Sevilla FC                  | 18 | 5  | 3 | 10 | 29 | 38 | -9  | 13  |
| 10  | CD Castellón                | 18 | 2  | 0 | 16 | 14 | 54 | -40 | 4   |

J = Partidos jugados; G = Partidos ganados; E = Partidos empatados; P = Partidos perdidos; GF = Goles a favor; GC = Goles en contra; DG = Diferencia de goles; Pts = Puntos
|  | Asciende a Primera División  |
|  | Desciende a Tercera División |

#### Copa del Presidente de la República
Después del campeonato liguero y tras varios partidos amistosos, comenzó la Copa del Presidente de la República. En la primera ronda, el Athletic se midió al débil Victoria de Las Palmas, campeón canario. En el choque de ida, el 9 de abril de 1933, se produjo un empate a dos goles en el campo del rival. En la vuelta en el Metropolitano, el Athletic goleó a los canarios por 4-0 con goles de Buiría (2), Gaspar Rubio (1) y Amunárriz (1).
En la siguiente ronda, el rival fue el Valencia, penúltimo en primera que venía de eliminar al Valladolid. El 7 de mayo de 1933, en el Metropolitano, los athléticos perdieron el encuentro de ida por 4-3, poniéndose la eliminatoria cuesta arriba. Sin embargo, una semana más tarde, el conjunto colchonero forzó el desempate con una victoria por 2-1 en Mestalla, gracias al gol de Marín a falta de apenas diez minutos para el fin del partido. El 16 de mayo se jugó dicho encuentro en el campo de Torrero en Zaragoza. Los rojiblancos se adelantaron en el marcador gracias al tanto de Guijarro, sin embargo el Valencia remontó con los goles de Abdón y Vilanova. Así, un año más, el Athletic quedó prematuramente eliminado de la competición copera.

### Temporada 1933/34: El ascenso
Aquel año se contrató al técnico Frederick Pentland, que ya había dirigido al Athletic de Madrid en anteriores temporadas con gran éxito. Además se regresó al estadio de Vallecas, que había mejorado sus condiciones en la hierba y en las gradas. Se hicieron numerosos fichajes de categoría y muy costosos aquel verano, así que ascender a primera división se convirtió en una obligación para poder amortizar las nuevas incorporaciones.

#### Campeonato Mancomunado
La primera oportunidad de demostrar el potencial de la nueva plantilla llegó en el Campeonato Mancomunado Castilla-Sur. Hizo un gran papel a pesar de lo devaluada que estaba la competición, que había perdido prestigio frente a la Liga y la Copa. Durante las dos vueltas se trató de un mano a mano con el Madrid, que se vio truncado en la segunda vuelta con la derrota ante el Nacional, colista. Los equipos participantes fueron Athletic de Madrid, Madrid, Nacional de Madrid, Valladolid, Sevilla y Betis.
La primera vuelta comenzó el 3 de septiembre de 1933, fecha en la que los rojiblancos obtuvieron su primera derrota frente al Sevilla en Nervión. El resultado fue de 3-1. Una semana más tarde, en su debut en casa, vencieron al Nacional por 2-1 en el campo de Vallecas. El encuentro contra el Madrid en Chamartín vino en la tercera jornada, y se saldó con victoria colchonera por 2-0. Más tarde recibió al Valladolid, al que superó por 3 a 1, y finalizó la primera vuelta con un empate a 3 ante el Betis en Sevilla.
La segunda vuelta comenzó el 8 de octubre, tomándose la revancha contra el Sevilla en Madrid por 3-2. En la séptima jornada se produjo la inesperada derrota contra el Nacional por 2-1, que los descolgó de la lucha por el título. Recibieron una semana más tarde al Madrid en el estadio de Vallecas, partido que terminó con un empate a 2. El 22 de octubre derrotaron a domicilio a un débil Valladolid por 2-1, y terminaron el Campeonato goleando al Betis por 4-0. La clasificación final fue:
- Madrid 16 puntos.
- Athletic 14 puntos.
- Betis 10 puntos.
- Sevilla 10 puntos.
- Nacional 7 puntos.
- Valladolid 3 puntos.

#### Campeonato Nacional de Liga
Aquel año, la Federación Española de Fútbol tomó la decisión de ampliar el número de equipos de Primera División. Por tanto, se ideó un sistema de coeficientes en el que se tenían en cuenta los resultados de campañas anteriores, y los cuatro primeros coeficientes ascenderían a Primera División. El quinto se jugaría el ascenso con el último clasificado de Primera y los dos primeros de Tercera. De esta forma, los coeficientes de partida fueron:
- Unión de Irún 1 punto.
- Deportivo Alavés 6 puntos.
- Athletic Club de Madrid 12 puntos.
- Sporting de Gijón 24 puntos.
- Sevilla 30 puntos.
- Murcia 38 puntos.
- Deportivo de la Coruña 42 puntos.
- Celta de Vigo 58 puntos.
- Osasuna 72 puntos.
- Sabadell 80 puntos.

A este coeficiente se le añadiría el puesto al final de temporada multiplicado por diez. Los cuatro equipos con menor número de puntos ascenderían, y el quinto jugaría los play-offs.
El 15 de noviembre de 1933 arrancó la primera jornada, en la que el Athletic venció al Deportivo de la Coruña por 3-1 en Vallecas. Desde el principio Athletic y Sevilla se distanciaron del resto, aunque seguidos de cerca por el Sporting. En la sexta jornada, el Athletic se encontraba segundo, a dos puntos del líder, el Sevilla. La semana siguiente se jugó en duelo entre ambos en Nervión, donde los andaluces batieron a los madrileños por 3-2, y los aventajaron en cuatro puntos. Al finalizar la primera ronda, los rojilancos continuaban segundos, pero solo a un punto del Sevilla tras la tremenda goleada por 5-2 al Alavés en Vitoria. El equipo de Pentland estaba realizando una gran temporada, y tenía la intención de ascender como campeón, por si acaso al final la Real Federación cambiaba de idea respecto al sistema de coeficientes.
El Athletic comenzó la segunda vuelta con tres victorias y un empate, lo que le dio el liderato, aventajando al Sevilla con dos puntos en la decimotercera jornada. Luego se venció al Osasuna por 3-1, sin embargo la semana siguiente rompieron su racha de imbatibilidad al perder contra el Celta de Vigo por 4-0, y el Sevilla goleaba al Deportivo de la Coruña por 9-0. Así, a falta de tres jornadas, madrileños y andaluces lideraban la clasificación empatados a puntos. El 18 de febrero de 1934 se jugaba el encuentro entre ambos conjuntos en el campo de Vallecas, que se llenó a reventar a pesar de que los socios tuvieron que pagar un donativo. La derrota por 2-0 supuso un duro golpe para los aficionados colchoneros. Algunos rompieron su carnet al final del encuentro, y muchos agredieron a los jugadores sevillistas. A la siguiente jornada sumaron una nueva derrota frente al Sporting de Gijón por 1-0, y el Alavés se negó a jugar contra el Sevilla, que se embolsó los dos puntos. Los rojiblancos finalizaron la Liga goleando por 5-0 al Alavés en Vallecas.
El Sevilla ascendió automáticamente a Primera División, y el resto de los equipos tuvieron que esperar la decisión Federativa para saber si finalmente se aplicaría el baremo de los coeficientes. El 16 de julio de 1934 se celebró la Asamblea General Ordinaria. No se siguió finalmente el sistema de coeficientes, sin embargo se continuó con la idea de ampliar la Primera División. De manera que, finalmente, el Athletic fue ascendido como subcampeón de Segunda, y el Arenas de Guecho, colista de Primera, no fue descendido. Así, de carambola y en el último momento, regresó el equipo rojiblanco a la Primera División después de cuatro temporadas consecutivas en Segunda.
| Pos | Equipo                 | J  | G  | E | P  | GF | GC | GA  | Pts |
| --- | ---------------------- | -- | -- | - | -- | -- | -- | --- | --- |
| 1   | Sevilla FC             | 18 | 11 | 5 | 2  | 56 | 27 | +29 | 27  |
| 2   | Atlético de Madrid     | 18 | 11 | 2 | 5  | 45 | 28 | +17 | 24  |
| 3   | Murcia FC              | 18 | 10 | 1 | 7  | 41 | 31 | +10 | 21  |
| 4   | Celta de Vigo          | 18 | 9  | 2 | 7  | 44 | 28 | +6  | 20  |
| 5   | CA Osasuna             | 18 | 9  | 0 | 9  | 47 | 39 | +8  | 18  |
| 6   | Sporting de Gijón      | 18 | 8  | 2 | 8  | 30 | 38 | -8  | 18  |
| 7   | Deportivo de la Coruña | 18 | 7  | 3 | 8  | 35 | 38 | -3  | 17  |
| 8   | Unión Club de Irún     | 18 | 7  | 2 | 9  | 31 | 43 | -12 | 16  |
| 9   | CE Sabadell FC         | 18 | 5  | 4 | 9  | 31 | 45 | -14 | 14  |
| 10  | Deportivo Alavés       | 18 | 1  | 3 | 14 | 18 | 61 | -43 | 5   |

J = Partidos jugados; G = Partidos ganados; E = Partidos empatados; P = Partidos perdidos; GF = Goles a favor; GC = Goles en contra; DG = Diferencia de goles; Pts = Puntos
|  | Asciende a Primera División  |
|  | Desciende a Tercera División |

#### Copa del Presidente de la República
En los dieciseisavos de final, al Athletic le tocó medirse al Osasuna, quinto clasificado de Segunda. La ida se jugó el 11 de marzo de 1934 en San Juan, donde el Osasuna se impuso por 2-0. Una semana después se disputó la vuelta en el campo de Vallecas y la escuadra colchonera sólo pudo empatar a un gol, con lo que una vez más quedaron apeados del campeonato copero a las primeras de cambio. El campeón fue el Real Madrid, que superó en la final al Valencia por 2-1.

## El regreso a Primera División
La andadura del Athletic de Madrid, de nuevo en Primera División, fue corta y de escaso éxito. En 1936 finalizó la temporada en puestos de descenso, pero el estallido de la Guerra Civil impidió que militara la temporada siguiente en Segunda División.

### Temporada 1934/35

#### Campeonato Superregional
Aquel año, el Campeonato Regional Centro volvió a cambiar de nombre. En aquella ocasión pasó a llamarse Campeonato Superregional Castilla-Cantabria-Aragón. Los equipos participantes fueron: Nacional de Madrid, Racing de Santander, Deportivo Logroño, Valladolid, Zaragoza y Madrid. Como siempre, los tres primeros clasificados accederían a la Copa de España, aunque esta vez el tercero tendría que jugar una ronda previa. El Campeonato se celebró desde septiembre hasta diciembre de 1934, y tuvo los siguientes resultados:
Primera vuelta:
Nacional 3 – 3 Athletic
Athletic 9 – 5 Racing de Santander
Logroño 2 – 4 Athletic
Athletic 0 – 0 Valladolid
Athletic 1 – 4 Madrid
Zaragoza 2 – 2 Athletic
Segunda vuelta:
Athletic 3 – 3 Nacional
Racing de Santander 1 – 0 Athletic
Athletic 7 – 0 Logroño
Valladolid 1 – 2 Athletic
Madrid 3 – 2 Athletic
Athletic 3 – 0 Zaragoza
La clasificación final, por tanto, fue la siguiente:
- Madrid 20 puntos
- Racing de Santander 15 puntos
- Athletic 14 puntos
- Nacional 12 puntos
- Valladolid 10 puntos
- Zaragoza 9 puntos

Lo más destacado en aquel Campeonato fue la polémica desatada en torno al tongo del Madrid. El 21 de octubre de 1934, recibía al Racing en Chamartín. En aquel momento, el equipo merengue se encontraba líder en la tabla con bastantes puntos de ventaja, mientras que el Racing y el Athletic mantenían una encarnizada lucha por el segundo puesto. Una victoria de los cántabros perjudicaría seriamente los intereses de la escuadra colchonera. Y, efectivamente, así fue. El Racing venció por 2-1 a un Madrid desganado que no se concentró ni un momento en el partido. La directiva del Athletic denunció la situación, acusando al Madrid de tratar de perjudicarlo debido al odio que se profesaban ambos equipos. Hubo una gran polémica, en la que los directivos madridistas se sintieron gravemente ofendidos por la acusación y quisieron romper todo tipo de relaciones con el Athletic de Madrid. Sin embargo, finalmente se mantuvo una conversación en la Federación Regional que devolvió la cordialidad a las relaciones, como así lo afirmaba una carta firmada por ambos presidentes a 27 de octubre de 1934.

#### Campeonato Nacional de Liga
Los rojiblancos habían hecho una gran inversión en verano para reforzarse de cara al regreso a Primera División. Sin embargo, la primera ronda empezó de forma desastrosa, perdiendo por 4-0 ante el Sevilla en Nervión. Fue el 2 de diciembre de 1934. Una semana más tarde jugaron por primera vez en el Metropolitano, después de haber disputado todo el Campeonato Superregional como locales en el campo de Vallecas. El resultado fue de victoria por 3-1 ante el Racing de Santander con goles de Gabilondo, Elícegui y Sornichero.
Sin embargo, en la sexta jornada el Athletic se situó como colista con sólo dos puntos al perder por 3-1 ante el Arenas de Guecho en Ibaiondo. En la siguiente jornada, el 6 de enero de 1935, el conjunto rojiblanco comenzó a reaccionar, derrotando en el Metropolitano por 4-2 al líder invicto, el Betis, con goles de Elícegui (2), Sornichero y Chacho. A partir de entonces y hasta el final de la primera vuelta, el Athletic encadenó muy buenos resultados (2 victorias, 2 empates y 1 derrota), lo que provocó su ascenso en la clasificación hasta ponerse a seis puntos del líder y tres por encima del descenso.
Durante todo aquel año, hubo fuertes luchas intestinas en el seno del club, que desembocaron en que al final de la primera vuelta Rafael González Iglesias abandonara su cargo de presidente, siendo ocupado por José Luis del Valle Iturriaga. Así finalizaba una etapa que comenzó con el caos deportivo e institucional, y había concluido con el ascenso a primera y el refuerzo del equipo.
La segunda vuelta comenzó con la victoria ante el Sevilla en casa. Un gol de Arocha en el minuto 64 permitió a los de Mr. Pentland hacerse con los dos puntos. El 3 de marzo de 1935 se jugó el derbi en un Metropolitano lleno hasta arriba. El resultado fue de empate a dos, con un Athletic que llevaba desde el 13 de enero sin perder y ocupaba la sexta posición. La racha se rompió la jornada siguiente, tras caer derrotados por 2-0 ante el líder, el Betis, en el campo del Patronato. El Athletic había permanecido nueve encuentros invicto. A la siguiente semana, el conjunto madrileño batió por 3-1 a la Real Sociedad, alzándose hasta el quinto puesto de la clasificación. Sin embargo, durante las últimas cuatro jornadas perdió tres encuentros, lo que le hizo bajar peldaños hasta acabar la liga séptimo.
El máximo goleador del Athletic de Madrid fue Elícegui con 22 tantos, que quedó segundo en el trofeo Pichichi, por detrás de Lángara (Oviedo), que marcó 26.
Así, la escuadra colchonera completó una aceptable temporada que le valió para mantenerse en Primera División pero que no le permitió colocarse entre los mejores puestos debido a su irregularidad.
| Pos | Equipo              | J  | G  | E | P  | GF | GC | DG  | Pts |
| --- | ------------------- | -- | -- | - | -- | -- | -- | --- | --- |
| 1   | Betis Balompié      | 22 | 15 | 4 | 3  | 43 | 19 | 22  | 34  |
| 2   | Madrid FC           | 22 | 16 | 1 | 5  | 61 | 34 | 27  | 33  |
| 3   | Oviedo FC           | 22 | 12 | 2 | 8  | 60 | 47 | 13  | 26  |
| 4   | Athletic Club       | 22 | 11 | 3 | 8  | 60 | 37 | 23  | 25  |
| 5   | Sevilla FC          | 22 | 11 | 2 | 9  | 53 | 38 | 15  | 24  |
| 6   | FC Barcelona        | 22 | 9  | 6 | 7  | 55 | 44 | 11  | 24  |
| 7   | Athletic de Madrid  | 22 | 8  | 5 | 9  | 40 | 45 | -5  | 21  |
| 8   | CD Español          | 22 | 9  | 2 | 11 | 47 | 59 | -12 | 20  |
| 9   | Valencia FC         | 22 | 9  | 2 | 11 | 40 | 49 | -9  | 20  |
| 10  | Racing de Santander | 22 | 7  | 3 | 12 | 37 | 46 | -9  | 17  |
| 11  | Donostia FC         | 22 | 5  | 1 | 16 | 28 | 67 | -39 | 11  |
| 12  | Arenas de Getxo     | 22 | 3  | 3 | 16 | 17 | 56 | -39 | 9   |

|  | Descenso a Segunda División |

#### Copa del presidente de la República
La fase previa del Campeonato de España consistía en una eliminatoria a partido único en terreno neutral. El 5 de mayo de 1935, el Athletic venció por 3-2 al Nacional en Chamartín, ganándose el acceso a los dieciseisavos de Copa.
En la siguiente ronda, su rival fue el recién descendido a Segunda Arenas de Guecho. El 9 de mayo, en la ida, el Athletic ganó por 3-0 en Ibaiondo. La vuelta en el Metropolitano se consumó con una nueva victoria madrileña, esta vez por 3-1.
Su rival en los octavos de final fue el Racing de Santander, antepenúltimo clasificado en Primera División. La ida se jugó en el Metropolitano el 19 de mayo, y los locales superaron a los visitantes con un resultado de 4-3. Tuvo un gran apoyo de la afición colchonera, que celebró con gran pasión los goles de Elícegui (2) y Arocha (2). Una semana después, el Racing se impuso por 2-1 en el Sardinero, forzando un partido de desempate. Se jugó el 28 de mayo en Chamartín, y el Athletic pasó a la siguiente ronda gracias a su victoria por 3-1, merced a dos tantos de Lafuente y uno de Chacho, que remontaron el gol de Ibarra.
El rival para cuartos de final fue el Sevilla, que había acabado quinto en primera y venía de eliminar al Madrid en la anterior ronda copera. El 3 de junio, en la ida, el Athletic empató a dos tantos en el Metropolitano. En este encuentro Lafuente, extremo derecho rojiblanco, chocó con Eizaguirre, jugador del Sevilla, con tan mala suerte que se fracturó la pierna y se vio obligado a retirarse del fútbol meses después. Además de Lafuente, los interiores Chacho y Sornichero también cayeron lesionados ante un rocoso Sevilla. El 10 de junio, en Nervión, los andaluces vencieron por 3-2 a una debilitada escuadra madrileña. El juego sucio de los mismos fue muy criticado en la prensa.
El 30 de junio el Sevilla se alzaría con la Copa después de vencer por 3-0 al Sabadell en Chamartín.

### Temporada 1935/36: El descenso que no se consumó
Aquel año, Mr. Pentland se mantuvo una temporada más al frente del conjunto rojiblanco. En cuanto al estadio, los entrenamientos comenzaron a mediados de agosto en el campo de Vallecas, aunque se llegó a un acuerdo con la sociedad dueña del Stadium Metropolitano para poder jugar allí como local. Las condiciones establecían que los dueños del campo recibirían el 10% de cada entrada, lo que les suponía un mínimo de 1500 pesetas por partido. Además, aquel año se estrenó una nueva categoría de socios: los populares. Estos pagaban una cuota mensual de 5 pesetas, y tenían derecho a asistir a todos los partidos en su entrada general en el Metropolitano, pero no tenían ni voz ni voto en las juntas y asambleas.

#### Campeonato Superregional Castilla-Cantabria
El Campeonato Superregional fue el primer reto de la temporada. Aquella temporada el formato variaba ligeramente: el primero se clasificaba para la Copa de España, mientras que el segundo y el tercero deberían jugar una fase previa. Los participantes fueron Athletic de Madrid, Madrid, Racing de Santander, Zaragoza, Nacional de Madrid y Valladolid. El equipo rojiblanco, tras haber pasado el verano en una expedición sudamericana junto al Español, arrancó la temporada con algunas bajas por lesión y cansancio. El hecho de que muchos de sus jugadores no tuvieran vacaciones de verano fue muy acusado por el equipo durante toda la temporada.
La primera vuelta del Campeonato arrancó el 8 de septiembre de 1935, en Santander, donde cosecharon una derrota por 3-0. Una semana más tarde, en el Metropolitano, se resarcieron ante su afición goleando al Nacional por 5-2. En su segundo partido fuera de casa, el 22 de septiembre contra el Zaragoza, volvieron a caer derrotados, esta vez con un marcador de 1-0. La semana siguiente recibieron al Madrid en casa, que les venció con un resultado de 0-2. Finalizaron la primera vuelta con la primera victoria a domicilio de la temporada, un 2-4 contra el Valladolid.
La segunda vuelta se inició inmediatamente después, el 10 de octubre, y se tomaron la revancha contra el Racing en el Metropolitano, venciendo por 4-2. Sin embargo, la semana siguiente en el campo del Nacional, perdieron por 3-2, continuando con su nefasta racha fuera de casa. Sin embargo, el Metropolitano continuó siendo un fortín, cosechando una nueva victoria el 27 de octubre ante el Zaragoza por 2-1. El 1 de noviembre el equipo visitó Chamartín, pero los blancos repitieron marcador y volvieron a vencer por 2-0. El campeonato concluyó con la victoria ante el Valladolid en el Metropolitano, por 5-3, el 3 de noviembre de 1935.
El Athletic completó un campeonato discreto, con 5 victorias y 5 derrotas, manteniéndose siempre lejos del primer puesto. La clasificación final fue:
- Madrid 15 puntos
- Zaragoza 14 puntos
- Athletic 10 puntos
- Racing de Santander 9 puntos
- Nacional 7 puntos
- Valladolid 5 puntos

#### Campeonato Nacional de Liga
Sin más dilación, se puso en marcha la Liga 35/36. Aquel año, Athletic Club, Madrid y FC Barcelona se presentaban como favoritos al título, en tanto que el Betis debía defender el sorprendente primer puesto conseguido el año anterior. El 10 de noviembre de 1935 arrancó la primera jornada de liga, en la que el Athletic de Madrid venció por 1-0 al Racing de Santander con gol de Chacho en el minuto 9. Una semana después, fue goleado por el Barcelona en Las Corts, con un marcador de 5-1. El 21 de noviembre, tras la nefasta racha deportiva del equipo, Frederick Pentland fue despedido, y sustituido por Martín Macueta, jugador de la primera plantilla. Sin embargo, él tampoco pudo hacer que el equipo remontara el vuelo, llegando a la séptima jornada con seis derrotas y una única victoria. Así, el 22 de diciembre, tras perder 1-2 ante el Hércules en el Metropolitano, los rojiblancos quedaron colistas con 1 punto, seguidos de cerca por el Sevilla (3 puntos) y el Valencia (4 puntos).
El 29 de diciembre de 1935, en la octava jornada, el Athletic tomaba un poco de aire al derrotar al Español por 3-2 en Sarriá. Así dejaba colista al Sevilla, y empataba a puntos con el Valencia. El 3 de enero de 1936, el equipo contrató a un nuevo técnico, el afamado jugador del Barcelona, Real Madrid y Selección española, José “El Mago” Samitier. Sin embargo, en su primer año como técnico de un equipo grande no fue capaz de cuajar una buena actuación, y al final de la primera vuelta, el Sevilla era colista con 5 puntos, sólo uno por debajo del Athletic, penúltimo clasificado. Justo por encima se encontraban empatados a 8 puntos Valencia, RCD Osasuna y Español. Según el sistema de competición, los dos últimos clasificados descenderían a segunda división.
El 16 de febrero de 1936 se jugó el derbi Madrid-Athletic, que finalizó con un resultado de 3-0 a favor de los madridistas. Fue un partido muy polémico en el que Valcárcel, defensa rojiblanco, fue expulsado por insultar al árbitro tras el segundo gol local. Incluso los jugadores quisieron retirarse del encuentro, pero el entrenador les obligó a seguir jugando. El partido resultó durísimo con entradas peligrosas, protestas y mal juego.
Tras aquella derrota, quedaban ocho jornadas para el final de la liga y el Athletic estaba a cuatro puntos de la salvación. El siguiente partido se antojaba vital para los rojiblancos, ya que se enfrentaban al Osasuna, que los aventajaba en seis puntos. El 1 de marzo de 1936, el equipo de Samitier venció en el Metropolitano por 2-0 gracias a los goles de Chacho y Elícegui. Hacía ya siete partidos de la anterior victoria de los madrileños, ante el Español en Sarriá. En la siguiente jornada, el Athletic cayó por 5-1 ante su homólogo bilbaíno en San Mamés, y una semana después se resarció con una victoria ante el Betis por 5-0. A falta de cinco encuentros para la conclusión del campeonato liguero, los rojiblancos se situaron penúltimos empatados con el colista, el Sevilla, y a dos puntos del Osasuna y cuatro del Espanyol.
En los dos siguientes partidos, la escuadra colchonera perdió por 2-1 frente al Hércules en Alicante, y venció por 3-2 ante el Español en el Metropolitano. Faltaban tres jornadas, y el Athletic seguía empatado a puntos con el Sevilla al fondo de la tabla, a dos puntos de Osasuna y Español. El equipo de Samitier afrontó aquellos tres últimos partidos con la intensidad de auténticas finales, en un intento desesperado de mantenerse en la máxima categoría del fútbol español.
El 5 de abril de 1936, el conjunto rojiblanco venció por 3-0 al Oviedo en el Metropolitano, con lo que alcanzó al Osasuna con catorce puntos, superaba por dos al Sevilla, y estaba a dos del Espanyol. En la penúltima fecha del torneo de la regularidad, el Sevilla venció al Español en Nervión y el Osasuna perdió en su campo ante el Oviedo. El Athletic lo tenía todo de cara: en caso de ganar, saldría del descenso. Sin embargo, empató a un gol en Mestalla gracias a un polémico penalti transformado por Chacho. El arbitraje de Iturralde favoreció claramente a los colchoneros, lo que despertó las críticas de la prensa valenciana.
A falta de una jornada para finalizar la liga, cuatro equipos luchaban por evadir el descenso. El Osasuna andaba empatado a 14 puntos con el colista, el Sevilla. Con 15 puntos se encontraba el Athletic, y con 16 el Español. Los madrileños dependían de ellos mismos para conseguir la permanencia. En el último encuentro, el Español recibía en Sarriá al Racing de Santander que se jugaba ser tercero o cuarto, el Osasuna viajaba a San Mamés donde el Athletic de Bilbao necesitaba como mínimo un empate para hacerse con el título de liga, y en el Metropolitano el Athletic recibía al colista, el Sevilla.
El 19 de abril de 1936, el Athletic de Madrid y el Sevilla se enfrentaron en un Stadium Metropolitano lleno a rebosar. El encuentro comenzó con un buen juego rojiblanco, que se adelantó en el marcador a merced de un cabezazo de Elícegui en el minuto 14. El Sevilla, viéndose en Segunda, enseguida empezó a jugar con más agresividad, consiguiendo igualar el resultado en el minuto 40 con gol de Berrocal y, en el 45, justo antes de irse al descanso, darle la vuelta al partido con gol de Tache. El segundo tiempo fue un acoso permanente de los locales sobre la portería de Guillermo Eizaguirre. Sin embargo, los defensores sevillistas cubrían su portería con agresividad y violencia, lo que acobardó a la delantera rojiblanca. En el 60, un despeje en largo de Villalonga sorprendió adelantada a la zaga athlética y Tejada clavó el tercero en las redes. Todo parecía decidido. Faltaba media hora de juego, y los andaluces decidieron defender el resultado encerrándose en su área. Sin embargo, en el minuto 72, aprovechando un rechace, Gabilondo cabeceó lejos del alcance de Eizaguirre y redujo distancias. La esperanza volvió a instalarse en las gradas del Metropolitano, ya que se sabía que el Osasuna había caído en Bilbao, y un empate daría la salvación.
El tiempo volaba hacia su final, acabando con los nervios y las uñas de la fiel parroquia rojiblanca, cuando un magnífico pase de Marculeta dejó a Elícegui con ventaja ante Eizaguirre. Villalonga y Joaquín, defensas sevillistas, llegaron tarde al despeje, derribaron al delantero y el árbitro señaló penalti ante el júbilo de la afición. El encargado del lanzamiento fue Chacho, un delantero de excepcional clase con un magnífico toque de balón, que jamás había errado un penalti. Tenía por costumbre ejecutar las penas máximas entre el poste y el hierro, ahí donde los porteros no pueden llegar, pero Eizaguirre, compañero suyo de selección, conocía su disparo a la perfección. Así que, en medio del silencio sepulcral, Chacho decidió ajustar el disparo un poco más hacia el poste derecho. Tras él, Ipiña le susurraba a Gabilondo: “atento, lo va a fallar”.
Chacho disparó con fuerza y el balón, con Eizaguirre batido, rebotó en el poste. Ipiña, previsor y atento, ya se encontraba dentro del área, con toda la portería vacía ante él. Con los nervios y la presión, remató con prisas, y tuvo la mala suerte de que el balón le golpeó en el tobillo y desvió su trayectoria por encima del larguero. Los rojiblancos habían perdido la oportunidad del partido. Los jugadores locales se derrumbaron sobre el césped, sabiéndose en Segunda de nuevo, mientras que Diego Villalonga besó el poste salvador.
De esa forma, un Athletic que comenzó la temporada ilusionado con un equipo lleno de internacionales, finalizó en puestos de descenso y aparentemente condenador a abandonar la máxima categoría del fútbol español, tras cuatro años luchando por recuperarla.
| Pos | Equipo                  | J  | G  | E | P  | GF | GC | DG  | Pts |
| --- | ----------------------- | -- | -- | - | -- | -- | -- | --- | --- |
| 1   | Athletic Club           | 22 | 14 | 3 | 5  | 59 | 33 | 26  | 31  |
| 2   | Madrid FC               | 22 | 13 | 3 | 6  | 62 | 35 | 27  | 29  |
| 3   | Oviedo FC               | 22 | 12 | 4 | 6  | 63 | 47 | 16  | 28  |
| 4   | Racing Santander        | 22 | 13 | 1 | 8  | 58 | 46 | 12  | 27  |
| 5   | FC Barcelona            | 22 | 11 | 2 | 9  | 39 | 32 | 7   | 24  |
| 6   | Hércules FC             | 22 | 11 | 2 | 9  | 37 | 41 | -4  | 24  |
| 7   | Betis Balompié          | 22 | 9  | 2 | 11 | 31 | 46 | -15 | 20  |
| 8   | Valencia FC             | 22 | 7  | 5 | 10 | 36 | 42 | -6  | 19  |
| 9   | CD Español              | 22 | 8  | 1 | 13 | 36 | 53 | -17 | 17  |
| 10  | Sevilla FC              | 22 | 6  | 4 | 12 | 27 | 48 | -21 | 16  |
| 11  | Athletic Club de Madrid | 22 | 6  | 3 | 13 | 34 | 50 | -16 | 15  |
| 12  | CA Osasuna              | 22 | 7  | 0 | 15 | 46 | 55 | -9  | 14  |

|  | Descenso a Segunda División |

#### Copa del Presidente de la República
Sin tiempo para recuperarse del mazazo liguero, el Athletic se vio obligado a comenzar a disputar la Copa de España. En la fase previa, el equipo madrileño tuvo como rival al Sporting de Gijón, tercero en el grupo I de tercera división. Era un rival débil que no debería haber ocasionado ningún problema. Sin embargo en la ida, el 25 de abril de 1936, venció por 5-1 en El Molinón a un desmoralizado Athletic. Chacho adelantó a los madrileños en los primeros compases del partido, pero los locales remontaron gracias a los goles de Fraisión (2), Meana, Pin y Rubiera. En la vuelta en el Metropolitano, el 3 de mayo, los rojiblancos cayeron ante los asturianos por 3-2, siendo eliminados en la fase previa. El equipo se marchó al descanso con un resultado de 0-2, ocasionado por los goles de Pin y Fraisión. Mediado el segundo tiempo Elícegui llevó el empate al luminoso, y Meana cerró el marcador en el minuto 85. Éste fue el último encuentro que el conjunto jugó antes de la Guerra Civil.

## El fútbol durante la Guerra Civil
El cargo de presidente fue ocupado por José María Fernández Cabello en 1936. Fue tras la tremenda crisis institucional y económica que supuso el descenso a Segunda División. Durante aquel verano, a pesar del mal momento que vivía el equipo, la nueva Junta Directiva se dedicó a preparar con entusiasmo la nueva temporada en Segunda, con la única meta en mente de conseguir de nuevo el ascenso. Sin embargo, todo cambió para el país entero el 17 de julio de 1936, día de que dio comienzo la guerra civil española.
Durante tres años no se disputó ni la Liga ni la Copa, y sólo permanecieron activas algunas competiciones regionales de ambos bandos. En lo que respecta a Madrid, la Dirección General de Seguridad había prohibido cualquier competición deportiva. Asimismo, el Frente Popular se había incautado la Real Federación Española de Fútbol, la Federación Castellana de Fútbol, el Athletic Club de Madrid y el Real Madrid.
Igualmente, a finales de agosto y a pesar de los bombardeos y de lo mermado de sus plantillas, Madrid y Athletic comenzaron sus entrenamientos de cara a la siguiente temporada. En principio sólo jugaron algunos encuentros amistosos y benéficos. El 30 de agosto, los dos equipos locales iban a enfrentarse en el estadio de Vallecas, en un encuentro a favor de las milicias. Sin embargo, el partido fue suspendido. Aprovechando el “pasillo” que unía Madrid con la también republicana Valencia, el 13 de septiembre el Athletic se trasladó a la ciudad mediterránea para jugar un encuentro en beneficio de las Milicias Populares. El Valencia CF venció por 9-1 a un Athletic que defraudó al numeroso público asistente. El 27 de septiembre se jugó un nuevo partido benéfico, esta vez en favor de los Hospitales de Sangre, organizado por la Casa Cuna de la Asociación Antifascista. Se enfrentaron el Athletic contra el Batallón Deportivo, y los rojiblancos perdieron por 2-0.
En Madrid, el Delegado de Orden Público había prohibido todos los torneos oficiales de fútbol. Sin embargo, el Madrid y el Athletic deseaban competir, así que intentaron unirse al Campeonato Superregional Levante y Murcia. Para prevenir un posible cierre de comunicación de la vía entre Valencia y Madrid, se decidió que lo mejor era que ambos equipos se instalasen en Valencia o Alicante durante el transcurso del torneo. Todo parecía bien encaminado, ya que incluso se había sorteado la primera jornada incluyendo a ambos equipos, pero a última hora la Federación no permitió a los conjuntos madrileños participar en el Campeonato Superregional, por no considerarlo lo suficientemente seguro.
El 3 de octubre de 1936, una circular de la Real Federación Española de Fútbol anunció la suspensión de la temporada 1936/37 para competiciones oficiales, y sólo autorizaba a las Federaciones Regionales a organizar Campeonatos Superregionales, bajo su propia responsabilidad. Algunas zonas alejadas del frente de batalla continuaron organizando campeonatos de fútbol, pero no fue así en Madrid. De esta forma, durante la Guerra Civil, los clubes madrileños perdieron tres años de vida.
A lo largo de la temporada 1936/37, el Athletic de Madrid sólo jugó algunos amistosos sueltos, y siempre en beneficio de alguna asociación o personaje del bando republicano. Mientras tanto, otros equipos continuaban compitiendo o se marchaban fuera del país, como fue el caso de la selección de Euskadi, que se pasó casi dos años de gira por Europa.
La temporada 1936/37 acentuó las diferencias entre el bando nacional y el republicano en lo que a fútbol se refiere. Los nacionales, que estaban dominando la guerra y veían cada vez más cerca la victoria, recompusieron la Real Federación Española de Fútbol, y empezaron las gestiones para que la FIFA la reconociese como representante del fútbol español. Se consiguió en noviembre de 1937. Esta nueva Federación del bando nacional, además de los campeonatos regionales y algunos amistosos, organizó dos partidos de la selección española ante Portugal, que se saldaron con sendas derrotas.
A medida que se acercaba el final de la guerra, la evolución del fútbol mejoró en el bando nacional, en tanto que en las zonas republicanas se prestaba más atención a asuntos como detener el avance franquista. En noviembre de 1938, la Federación quiso organizar la primera Copa del Generalísimo. Sin embargo, la ausencia de gran cantidad de jugadores enviados al frente, retrasaron su organización hasta el final de la contienda. A pesar de ello, sí que se jugaron varios campeonatos regionales (Galicia, Cantabria, Vizcaya, Guipúzcoa, Navarra, Aragón y Andalucía) para decidir los equipos que se clasificarían para el campeonato.
De los jugadores que habían jugado en el Athletic de Madrid, muchos fallecieron durante la guerra. Es el caso de Vicente Palacios, Alfonso Olaso, Ramón Triana, Arater y Ángel Arocha (el único que seguía jugando en el club madrileño). Resultaron heridos los exjugadores Mariano de la Torre y Losada. Asimismo, prestó sus servicios en el bando nacional Javier Barroso, y en el republicano el guardameta Pacheco. Curioso fue el caso de Ramón Gabilondo, que ejerció como médico en ambos bandos.

## La fusión con el Aviación Nacional
Tras la Guerra Civil, el Athletic de Madrid se encontraba en una situación muy comprometida. Militaba en Segunda División, no tenía jugadores (apenas media docena), tampoco tenía dinero pero sí una deuda de más de un millón de pesetas, y el Estadio de Vallecas se encontraba totalmente destruido por los daños de la guerra. Además, de haberse encontrado el terreno en buenas condiciones, tampoco se hubiese podido usar, ya que el club había sido desahuciado por falta de pago.
Por otro lado, el club Aviación Nacional fue creado a mediados de 1937 en Salamanca, con el objetivo de entretener a los soldados y disputar partidos benéficos. En 1938 fue trasladado a Zaragoza, y allí comenzó a disputar partidos oficiales, y se clasificó para la I Copa del Generalísimo. Tras el final de la Guerra Civil, el club se trasladó a Madrid y se convirtió en instrumento de propaganda del ejército vencedor.
El Aviación Nacional buscaba un club con el que fusionarse para poder disputar así partidos de Primera División, ya que de otra forma la Federación no lo permitiría. Al principio lo intentó con el Real Madrid, pero las condiciones que el club militar proponía no convencieron a los blancos. El Aviación exigía al club que se uniese a él imponer su nombre, su escudo, los colores de su uniforme, el 50% de los directivos y el presidente. Esas exigencias eran las que no convencían tampoco al Athletic, ya que no quería perder sus señas de identidad. Sin embargo, necesitaba urgentemente aquella fusión para poder sanear sus cuentas, tener un equipo completo y salvarse de la desaparición. Las negociaciones no fueron fáciles, ya que el Nacional de Madrid también estaba interesado en fusionarse con ellos. El Athletic temía esta posibilidad que le relegaría al puesto de tercero en discordia entre los equipos madrileños. Por eso, insistió en sus conversaciones con los dirigentes del Aviación y finalmente llegaron a un acuerdo de fusión, que consistía en los siguientes puntos:
- Cambiar el nombre de “Athletic de Madrid” a “Athletic-Aviación Club”.
- Seguir rigiéndose por la normativa del antiguo Athletic de Madrid.
- Mantener los colores rojo y blanco y el pantalón azul y, en el escudo, poner el emblema del Aviación Nacional con el escudo del *Athletic de Madrid superpuesto.
- Otorgar los mismos derechos a los miembros del Arma de Aviación que soliciten entrar en el club que a los actuales socios del mismo.

Así, con esa serie de condiciones, ambos equipos resultaron beneficiados de la unión, y el Athletic pudo sobrevivir a la Guerra y convertirse en un equipo fuerte y competitivo.
El 4 de octubre de 1939 se firmó la fusión entre el Athletic Club de Madrid y el Aviación Nacional, lo cual llevó al nacimiento del Athletic Aviación Club. Para la ocasión, Francisco Vives Camino fue nombrado presidente del club, pero rápidamente fue sustituido por Luis Navarro Garnica.
El 26 de noviembre de 1939, el club evitó el descenso a la segunda división española, tras vencer por 3 a 1 al Club Atlético Osasuna, en un partido de promoción.